# 남열해돋이해수욕장
남열해돋이해수욕장은  전라남도 고흥군 영남면 남열리에 소재하는 청정해역의 일출 및 일몰도 감상할 수 있는 관광명소로 고흥반도의 남쪽 끝자락에서 광활한 남해바다의 장관을 전망할 수 있는 해수욕장이다.

## 고흥8경
남열리 일출은 고흥8경중 제2경으로 알려져있다.

## 떡국
매년1월1일 해맞이 행사와 함께 무료 새해떡국 나눔행사도 진행한다.

## 같이 보기
- 고흥우주발사전망대
- 나로우주센터